# Junina Catenae
Le Junina Catenae sono una struttura geologica della superficie di Cerere.